# Gavin Schmidt
Gavin A. Schmidt es un climatólogo británico, modelador climático y actualmente es director del Instituto Goddard de Estudios Espaciales (GISS) de la NASA en Nueva York. Es un referente en comunicación climática a nivel global y cofundador del blog de ciencia climática RealClimate.

## Carrera
Estudió en la Escuela Corsham y obtuvo una licenciatura (con honores) en matemáticas del Jesus College, Oxford, en 1988. Posteriormente obtuvo un doctorado en matemáticas aplicadas del University College London en 1994. Schmidt ha trabajado en la variabilidad de la circulación oceánica y el clima, utilizando modelos de circulación general (GCM). También ha trabajado en formas de conciliar paleodatos con los modelos. Schmidt usa y ayuda a desarrollar modelos climáticos acoplados entre el océano y la atmósfera, incluido GISS ModelEque le ha permitido entender la variabilidad climática y el forzamiento climático.Schmidt aparece recurrentemente en los medios para discutir historias relacionadas con la variabilidad climática y el calentamiento global y comunicar estás temáticas a una audiencia más amplia.
Actualmente, Schmidt dirige el Instituto Goddard de Estudios Espaciales de la NASA. Fue designado como director en junio de 2014, convirtiéndose en la tercera persona en ocupar este cargo, que había quedado vacante tras la jubilación de James E. Hansen . En una entrevista con Science News, Schmidt dijo que quería seguir el trabajo del Instituto en modelado climático y ampliar su trabajo sobre impactos climáticos y astrobiología.

### Investigación
Su trabajo investigativo se ha centrado en la variabilidad climática, tanto interna de la Tierra, como la respuesta al forzamiento climático, investigada mediante modelos de circulación general  entre el océano y la atmósfera. Schmidt también utiliza los modelos para estudiar el paleoclima trabajando en métodos para comparar datos de la era paleolítica con los resultados del modelo. Schmidt contribuye al desarrollo del modelo Oceánico y acoplado GCMs (MOdeloIE) del Instituto Goddard de Estudios Espaciales. Este modelo ha sido "habilitado isotópicamente" para transportar trazadores de oxígeno-18, lo que le permite simular el patrón de δ18O observado en núcleos de hielo, registros de cuevas y sedimentos oceánicos.Es autor colaborador del Cuarto Informe de Evaluación del Panel Intergubernamental sobre el Cambio Climático (IPCC).

## Medios y divulgación
Schmidt ha recurrido a los medios de comunicación en varias ocasiones, Sus apariciones están asociadas a sobre su experticia temáticas relacionadas al clima. Schmidt trabajó con el Museo Americano de Historia Natural, el Colegio de Francia y la Academia de Ciencias de Nueva York para la educación y la divulgación. Schmidt y otros ocho colegas fundaron en 2004 el blog RealClimate. El blog proporciona comentarios críticos sobre la ciencia climática con el objetivo de llegar al público y a los periodistas. Además, el blog presenta publicaciones frecuentes de invitados de expertos en su campo, así como artículos y comentarios han defendido la investigación científica frente a las controversias sobre los gráficos sobre el cambio climático como la controversia del palo de hockey  Entre 2009 y 2010 durante el Climategate, Schmidt defendió firmemente a los científicos involucrados, incluidos Michael E. Mann y Phil Jones, señalando que "los correos electrónicos simplemente mostraban cómo los científicos interactúan en privado ".
Schmidt fue elegido como el comunicador científico del año de EarthSky en 2011.

## Premios
En 2011, la Unión Geofísica Estadounidense otorgó a Schmidt el Premio inaugural de Comunicaciones Climáticas, por sus contribuciones en la comunicación del cambio climático al público. El comunicado de prensa del Premio resaltó su trabajo de divulgación, incluida la cofundación y la contribución al blog RealClimate.El trabajo del IPCC, incluidas las contribuciones de muchos científicos,  también fue reconocido con la concesión conjunta del Premio Nobel de la Paz en 2007 . Schmidt fue nombrado uno de los "50 principales líderes de investigación" del año 2004 por Scientific American 

## Publicaciones
Schmidt ha publicado más de 100 estudios en revistas en inglés, revisadas por pares, como Proceedings of the National Academy of Sciences, Science y Nature, sobre diversos temas relacionados con el clima.
Es coautor, junto con Joshua Wolfe, de Climate Change: Picturing the Science (2009), obra que incluye un prólogo de Jeffrey D. Sachs . El libro combina imágenes de los efectos del cambio climático con explicaciones científicas.
Su número de Erdős es cuatro.

### Publicaciones Seleccionadas
- Lenssen, Nathan J. L., Gavin A. Schmidt, James E. Hansen, Matthew J. Menne, Avraham Persin, Reto Ruedy, and Daniel Zyss (2019). "Improvements in the GISTEMP Uncertainty Model," Journal of Geophysical Research: Atmospheres, 214(12), pp. 6307-6326.
- Schmidt, G. (2010). "Does science progress? Glibert Plass redux" (PDF). American Scientist. 98 (1): 64–5. doi:10.1511/2010.82.58. Archived from the original (PDF) on 2011-10-22.
- Schmidt, G.A.; J. Wolfe (2009). Climate Change: Picturing the Science. W.W. Norton. ISBN 978-0-393-33125-7.
- G. Schmidt, "Climate models can’t explain 2023’s huge heat anomaly — we could be in uncharted territory", Nature, vol. 627, pp. 467-467, 2024. http://dx.doi.org/10.1038/d41586-024-00816-z
- Z. Hausfather, K. Marvel, G.A. Schmidt, J.W. Nielsen-Gammon, and M. Zelinka, "Climate simulations: recognize the ‘hot model’ problem", Nature, vol. 605, pp. 26-29, 2022. http://dx.doi.org/10.1038/d41586-022-01192-2